# Witneushaai
De witneushaai (Nasolamia velox) is een vis uit de familie van roofhaaien (Carcharhinidae), orde grondhaaien (Carcharhiniformes), die voorkomt in het oosten en het zuidoosten van de Grote Oceaan.

## Anatomie
De witneushaai kan een lengte bereiken van 150 centimeter. 

## Leefwijze
De witneushaai is een zoutwatervis die voorkomt in een tropisch klimaat.  De soort is voornamelijk te vinden in getijdestromen en zeeën. De diepte waarop de soort voorkomt is 15 tot 192 meter onder het wateroppervlak. 
Het dieet van de vis bestaat hoofdzakelijk uit dierlijk voedsel. Hij eet macrofauna en jaagt op andere vis (het is een roofvis).

## Relatie tot de mens
De witneushaai is voor de visserij van beperkt commercieel belang. De soort staat als bedreigd op de Rode Lijst van de IUCN. 